# Ајланд Хајтс (Њу Џерзи)
Ајланд Хајтс (енгл. Island Heights) град је у америчкој савезној држави Њу Џерзи.

## Демографија
По попису из 2010. године број становника је 1.673, што је 78 (-4,5%) становника мање него 2000. године.
| Група             | 2000.         | 2010.         |
| Белци             | 1.689 (96,5%) | 1.576 (94,2%) |
| Афроамериканци    | 2 (0,1%)      | 4 (0,2%)      |
| Азијати           | 11 (0,6%)     | 23 (1,4%)     |
| Хиспаноамериканци | 24 (1,4%)     | 40 (2,4%)     |
| Укупно            | 1.751         | 1.673         |